# Napoleon XIV
Napoleon XIV, bürgerlich Jerry Samuels (* 3. Mai 1938 in New York; † 10. März 2023 in Phoenixville, Pennsylvania), war ein US-amerikanischer Musikproduzent, der in den 1960er Jahren einige Platten veröffentlichte.

## Leben und Wirken
Größter Erfolg war sein erstmals 1966 veröffentlichter Novelty Song They’re Coming to Take Me Away Ha-Haaa!. In der Spaßnummer, die mehr eine mit Trommelrhythmus unterlegte Rede als ein Lied ist, geht es um einen Mann, dessen Partnerin oder Hund (die Ambivalenz ist, so lässt ein Zitat des Urhebers schließen, auf seine Umdeutung von Partnerin auf Hund während der Entstehung des Textes zurückzuführen) davongelaufen ist und der darüber den Verstand verloren hat. Daraufhin, so kündigt er an, holen ihn die „netten jungen Männer in den sauberen weißen Kitteln“ ab.
Die Besonderheit an dem Lied ist, dass Samuels dabei mit verschiedenen Geschwindigkeiten der Aufnahmebänder experimentiert hat, um die Bandbreite von einem ruhigen, rhythmischen Erzählen bis zu einer schrillen, nach einem Verrückten klingenden Anklage an die Partnerin/den Hund darzustellen.
In Großbritannien erreichte der Titel Platz 4 in den Charts und in den USA Platz 3. In Deutschland erreichte er keine hohe Platzierung, war aber so bekannt, dass eine deutsche Version mit dem Titel Ich glaab’, die hole mich ab, ha-haaa! des Interpreten Malepartus II, eigentlich die hessische Band The King-Beats, als Schallplatte erschien. Es existierte noch eine weitere deutsche Version mit anderem Text; der Interpret nannte sich „Der Kaiser von China“.
Das Stück ist ein früher Vorläufer von Rap und Hip-Hop, wurde mittlerweile mehrfach gecovert (unter anderem 1990 von Lard und 2005 von Neuroticfish), 1973 von Warner Bros. neu aufgelegt und gilt heute noch als Kultsong. Auf der B-Seite der Platte befindet sich das gleiche Stück rückwärts abgespielt; folglich nennt sich der Interpret hier VIX Noelopan. Produzent der Platte war Kim Fowley.
Napoleon XIV kann als typisches One-Hit-Wonder bezeichnet werden, da sein Name einzig mit dem Titel They’re Coming to Take Me Away Ha-Haaa! identifiziert wird, obwohl er noch einige andere Platten veröffentlichte.